# Nyasa Big Bullets Football Club
Il Nyasa Big Bullets Football Club è una società calcistica con sede a Blantyre in Malawi.
Milita nella TNM Super League la massima serie calcistica del Malawi.

## Storia
Il club è stato fondanto nel 1967 da un gruppo di giocatori che si separarono dai Mighty Wanderers . Il nome originale era Nyasaland Bullets, ma il club riuscì a ottenere una buona sponsorizzazione dalla Bata Shoe Company e fu ribattezzato Bata Bullets.
Il 1970 fu un anno di grande successo del club, poiché i Bullets ottennero il triplete dopo aver vinto la Blantyre and Districts Football League (BDFL), la Chibuku Cup e la Castle Cup.
Nel 2003, l'allora presidente del Malawi Bakili Muluzi acquistò la squadra e la ribattezzò Bakili Bullets. Fu durante questo periodo che la squadra visse uno dei suoi periodi più affascinanti,  raggiungendo la fase gironi della CAF Champions League nel 2004.
Nello stesso periodo il club ha svolto un ritiro nel Regno Unito in vista della prima partecipazione alla competizione.
Attualmente il team è sponsorizzato dalla Nyasa Manufacturing Company.
I Bullets sono attualmente allenati dall'ex allenatore della Nazionale dello Zimbabwe, Callisto Pasuwa, con l'ex capitano e difensore della nazionale del Malawi Peter Mponda come suo assistente.
Nel 2021 raggiunge per la prima volta nella sua storia la finale della Coppa Kagame Inter-Club (si tratta inoltre del primo club malawiano a raggiungere questo traguardo), perdendola per 1-0 contro gli ugandesi dell'Express.
Il 3 dicembre 2023, si aggiudicano la 17ª vittoria della Super League.

## Stadio
Il club disputa le gare casalinghe al Kamuzu Stadium a Blantyre. Ha una capacità di 65.000 posti.

## Palmares

### Competizioni nazionali
- Campionato malawiano: 17

1986, 1991, 1992, 1999, 2000, 2001, 2002, 2003, 2004, 2005, 2014, 2015, 2018, 2019, 2020-2021, 2022, 2023
- Coppa del Malawi: 1

2022
- Castel Cup: 4

1969, 1970, 1973, 1975
- Kamuzu Cup: 7

1974, 1975, 1979, 1980, 1981, 1983, 1986